# Promozione Veneto 1971-1972
Nella stagione 1971-1972 la Promozione era il quinto livello del calcio italiano (il massimo livello regionale). Qui vi sono le statistiche relative al campionato in Veneto.
Il campionato è strutturato in vari gironi all'italiana su base regionale, gestiti dai Comitati Regionali di competenza. Promozioni alla categoria superiore e retrocessioni in quella inferiore non erano sempre omogenee; erano quantificate all'inizio del campionato dal Comitato Regionale secondo le direttive stabilite dalla Lega Nazionale Dilettanti, ma flessibili, in relazione al numero delle società retrocesse dal Campionato Interregionale e perciò, a seconda delle varie situazioni regionali, la fine del campionato poteva avere degli spareggi sia di promozione che di retrocessione.

## Girone A

### Squadre partecipanti
| Club                       | Città                      |
| -------------------------- | -------------------------- |
| A.C. Abano                 | Abano Terme (PD)           |
| U.S. Adriese               | Adria (RO)                 |
| A.S. Arianese              | Ariano nel Polesine (RO)   |
| U.S. Cerea                 | Cerea (VR)                 |
| A.C. Cardi Chievo          | Verona (VR)                |
| A.C. Contarina             | Contarina (RO)             |
| C.S. Dolo Mobili Cera      | Dolo (VE)                  |
| A.C. Este                  | Este (PD)                  |
| A.C. Fiesso d’Artico       | Fiesso d'Artico (VE)       |
| G.S. Mira                  | Mira (VE)                  |
| Monselice Calcio           | Monselice (PD)             |
| U.S. Rosolina Mare         | Rosolina (RO)              |
| A.C. Sambonifacese D.Bosco | San Bonifacio (VR)         |
| A.C. Sampietrese           | Castelnovo Bariano (RO)    |
| U.S. Tagliolese            | Taglio di Po (RO)          |
| A.S. Villafranca Veronese  | Villafranca di Verona (VR) |

### Classifica finale
|  | Pos. | Squadra              | Pt | G  | V  | N  | P  | GF | GS | DR  |
|  | ---- | -------------------- | -- | -- | -- | -- | -- | -- | -- | --- |
|  | 1.   | Adriese              | 45 | 30 | 17 | 11 | 2  | 48 | 13 | +35 |
|  | 2.   | Dolo Mobili Cera     | 38 | 30 | 13 | 12 | 5  | 35 | 20 | +15 |
|  | 3.   | Abano                | 37 | 30 | 11 | 15 | 4  | 38 | 26 | +12 |
|  | 3.   | Cerea                | 37 | 30 | 13 | 11 | 6  | 43 | 35 | +8  |
|  | 5.   | Cardi Chievo         | 36 | 30 | 12 | 12 | 6  | 35 | 20 | +15 |
|  | 6.   | Mira                 | 30 | 30 | 9  | 12 | 9  | 27 | 26 | +1  |
|  | 6.   | Monselice            | 30 | 30 | 9  | 12 | 9  | 28 | 35 | -7  |
|  | 8.   | Arianese             | 29 | 30 | 9  | 11 | 10 | 31 | 33 | -2  |
|  | 9.   | Sampietrese          | 28 | 30 | 8  | 12 | 10 | 33 | 39 | -6  |
|  | 10.  | Tagliolese           | 27 | 30 | 5  | 17 | 8  | 24 | 29 | -5  |
|  | 11.  | Rosolina Mare        | 26 | 30 | 7  | 12 | 11 | 36 | 39 | -3  |
|  | 11.  | Fiesso d'Artico      | 26 | 30 | 6  | 14 | 10 | 26 | 30 | -4  |
|  | 11.  | Contarina            | 26 | 30 | 8  | 10 | 12 | 25 | 35 | -10 |
|  | 14.  | Este                 | 25 | 30 | 8  | 9  | 13 | 29 | 41 | -12 |
|  | 15.  | Villafranca Veronese | 24 | 30 | 7  | 10 | 13 | 30 | 40 | -10 |
|  | 16.  | Sambonifacese        | 16 | 30 | 2  | 12 | 16 | 20 | 47 | -27 |

Verdetti
- L'Adriese è promossa in Serie D 1972-1973.
- Villafranca Veronese e Sambonifacese retrocedono in Prima Categoria 1972-1973.

## Girone B

### Squadre partecipanti
| Club                 | Città                      |
| -------------------- | -------------------------- |
| U.S. Calvi Noale     | Noale (VE)                 |
| C.S. Conegliano      | Conegliano (TV)            |
| A.C. Cornedo         | Cornedo Vicentino (VI)     |
| A.C. Crocetta 1920   | Crocetta del Montello (TV) |
| U.S. Eraclea         | Eraclea (VE)               |
| G.S. Giorgione       | Castelfranco Veneto (TV)   |
| A.C. Jesolo          | Jesolo (VE)                |
| A.C. Julia           | Concordia Sagittaria (VE)  |
| S.S.. Libertas       | Ceggia (VE)                |
| U.S. Marosticense    | Marostica (VI)             |
| U.S. Miranese        | Mirano (VE)                |
| A.C. Olimpia         | Cittadella (PD)            |
| A.C. Pro Mogliano    | Mogliano Veneto (TV)       |
| U.S. Silea           | Silea (VE)                 |
| A.C. Vedelago        | Vedelago (TV)              |
| U.S. Vittorio Veneto | Vittorio Veneto (TV)       |

### Classifica finale
|  | Pos. | Squadra         | Pt | G  | V  | N  | P  | GF | GS | DR  |
|  | ---- | --------------- | -- | -- | -- | -- | -- | -- | -- | --- |
|  | 1.   | Coneglianese    | 46 | 30 | 18 | 10 | 2  | 43 | 18 | +25 |
|  | 2.   | Jesolo          | 44 | 30 | 18 | 8  | 4  | 43 | 18 | +25 |
|  | 3.   | Pro Mogliano    | 38 | 30 | 14 | 10 | 6  | 44 | 25 | +19 |
|  | 4.   | Julia           | 37 | 30 | 15 | 7  | 8  | 41 | 25 | +16 |
|  | 5.   | Giorgione       | 37 | 30 | 15 | 7  | 8  | 34 | 24 | +10 |
|  | 6.   | Vittorio SMC    | 33 | 30 | 11 | 11 | 8  | 32 | 20 | +12 |
|  | 7.   | Eraclea         | 30 | 30 | 9  | 12 | 9  | 35 | 38 | -3  |
|  | 8.   | Crocetta 1920   | 28 | 30 | 9  | 10 | 11 | 27 | 30 | -3  |
|  | 9.   | Vedelago        | 27 | 30 | 8  | 11 | 11 | 23 | 28 | -5  |
|  | 10.  | Olimpia         | 26 | 30 | 7  | 12 | 11 | 26 | 32 | -6  |
|  | 11.  | Cornedo         | 26 | 30 | 7  | 12 | 11 | 24 | 34 | -10 |
|  | 12.  | Calvi Noale     | 26 | 30 | 7  | 12 | 11 | 19 | 26 | -7  |
|  | 13.  | Miranese        | 25 | 30 | 6  | 13 | 11 | 25 | 31 | -6  |
|  | 14.  | Silea           | 24 | 30 | 6  | 12 | 12 | 24 | 31 | -7  |
|  | 15.  | Libertas Ceggia | 18 | 30 | 6  | 6  | 18 | 24 | 48 | -24 |
|  | 16.  | Marosticense    | 15 | 30 | 5  | 5  | 20 | 22 | 58 | -36 |

Verdetti
- La Coneglianese è promossa in Serie D 1972-1973.
- Libertas e Marosticense retrocedono in Prima Categoria.

### Finali per il titolo veneto
|              | Risultati |              | Luogo e data              |
| ------------ | --------- | ------------ | ------------------------- |
| Coneglianese | 2 - 2     | Adriese      | Conegliano, 7 giugno 1972 |
| Adriese      | 1 - 3     | Coneglianese | Adria, 15 giugno 1972     |
|              |           |              |                           |

Verdetti
- La Coneglianese è Campione Veneto di Promozione 1971-1972.